# بيرسي ساتكليف
بيرسي ساتكليف (بالإنجليزية: Percy Sutcliffe)‏ (1889 في المملكة المتحدة - ) هو لاعب كرة قدم بريطاني (وحمل سابقاً جنسية المملكة المتحدة لبريطانيا العظمى وأيرلندا) في مركز الدفاع. لعب مع نادي هارتلبول يونايتد ونورويتش سيتي ودارلينجتون إف سى.